# Julius Patzak
Julius Patzak (ur. 9 kwietnia 1898 w Wiedniu, zm. 26 stycznia 1974 w Rottach-Egern) – austriacki śpiewak, tenor.

## Życiorys
Studiował w Wiedniu u Franza Schmidta, Guido Adlera i Eusebiusa Mandyczewskiego. Początkowo działał jako dyrygent w wiedeńskich kościołach, w zakresie śpiewu był autodydaktą. Na scenie zadebiutował w 1923 roku partią Radamesa w Aidzie Giuseppe Verdiego w Libercu. Śpiewał w operach w Brnie (1927–1928), Monachium (1928–1945) i Wiedniu (1945–1959). Brał udział w prawykonaniach oper Das Herz Hansa Pfitznera (1931), Dzień pokoju Richarda Straussa (1938) i Der Mond Carla Orffa (1939). Wykładał w Mozarteum w Salzburgu i w Akademii Muzycznej w Wiedniu. Występował na festiwalu w Salzburgu, kreując role w operach W.A. Mozarta, Giuseppe Verdiego i Giacomo Pucciniego. W 1966 roku zakończył karierę sceniczną.
Zasłynął jako odtwórca ról w operach Mozarta, a także jako Florestan w Fideliu Beethovena i tytułową rolą w Palestrinie Pfitznera. Dokonał licznych nagrań płytowych (m.in. Piękna młynarka Schuberta i Pieśń o ziemi Mahlera).